# Liste der Kreisstraßen im Landkreis Kulmbach
Die Liste der Kreisstraßen im Landkreis Kulmbach ist eine Auflistung der Kreisstraßen im bayerischen Landkreis Kulmbach mit deren Verlauf.

## Abkürzungen
- BT: Kreisstraße im Landkreis Bayreuth
- HO: Kreisstraße im Landkreis Hof
- KC: Kreisstraße im Landkreis Kronach
- KU: Kreisstraße im Landkreis Kulmbach
- LIF: Kreisstraße im Landkreis Lichtenfels
- St: Staatsstraße in Bayern

## Liste
Nicht vorhandene bzw. nicht nachgewiesene Kreisstraßen werden in Kursivdruck gekennzeichnet, ebenso Straßen und Straßenabschnitte, die unabhängig vom Grund (Herabstufung zu einer Gemeindestraße oder Höherstufung) keine Kreisstraßen mehr sind.
Der Straßenverlauf wird in der Regel von Nord nach Süd und von West nach Ost angegeben.
| Nr. KU | Verlauf |
| ------ | --- |
| KU 1   | (HO 22 im Landkreis Hof) – Landkreisgrenze – ohne Ort, ohne Abzweig einer klassifizierten Straße – Landkreisgrenze – (HO 22 im Landkreis Hof) – Landkreisgrenze – Cottenau – Adlerhütte – KU 20 – Wirsberg – Marktschorgast – KU 2 – Landkreisgrenze – (BT 8 im Landkreis Bayreuth) |
| KU 2   | KU 1 in Marktschorgast – – Landkreisgrenze – (BT 49 im Landkreis Bayreuth) |
| KU 3   | KU 6 in Veitlahm – Höfstätten – Niederndobrach – Höferänger – |
| KU 4   | (LIF 6 im Landkreis Lichtenfels) – Landkreisgrenze – Dörfles – Buchau – KU 6 – Weihermühle/Krötennest – Peesten – St 2190 |
| KU 5   | St 2689 in Döllnitz – Hutschdorf – Kemeritz – Partenfeld – Lanzenreuth – KU 16 |
| KU 6   | KU 4 – Steinsorg – Wüstenbuchau – KU 32 – Willmersreuth – Mainleus – KU 12 – KU 30 – Veitlahm – KU 3 – Lindig – Burghaig – in Kulmbach |
| KU 7   | /St 2689 in Thurnau – KU 19 – Kleetzhöfe – Tannfeld – Alladorf – Trumsdorf – Landkreisgrenze – (BT 44 im Landkreis Bayreuth) |
| KU 8   | (BT 39 im Landkreis Bayreuth) – Landkreisgrenze – Wonsees – St 2189 – Sanspareil – Großenhül – KU 23 – Leesau – Menchau – Berndorf – St 2689 in Thurnau |
| KU 9   | in Zettlitz – Poppenholz – Grafendobrach – |
| KU 10  | /St 2190 in Kulmbach – Maierhof – Heinersreuth – St 2182 in Trebgast |
| KU 11  | St 2189 – Neuenreuth am Main – Hornungsreuth – Neudrossenfeld – KU 18 – Ziegelhütte – KU 14 – Waldau – KU 29 – St 2183 |
| KU 12  | (LIF 15 im Landkreis Lichtenfels) – Landkreisgrenze – Schimmendorf – KU 33 – Danndorf – Schmeilsdorf – Schwarzach bei Kulmbach – KU 30 – KU 6 in Mainleus |
| KU 13  | in Untersteinach – Guttenberg – Maierhof – Tannenwirtshaus – Traindorf – Neuensorg – St 2158 – Hohenberg – KU 26 – Landkreisgrenze – (HO 23 im Landkreis Hof) |
| KU 14  | KU 11 – Pechgraben – St 2183 in Harsdorf |
| KU 15  | in Leuchau – Lindau – KU 29 – St 2182 in Trebgast |
| KU 16  | in Forstlahm – Donnersreuth – Gößmannsreuth – KU 5 – Dreschen – Unterlettenrangen – Langenstadt – St 2189 |
| KU 17  | St 2189 in Thurnau – Ummersdorf – KU 19 – Felkendorf – Landkreisgrenze – (BT 16 im Landkreis Bayreuth) |
| KU 18  | KU 11 in Neudrossenfeld – Altdrossenfeld – Muckenreuth – St 2189 |
| KU 19  | KU 7 – KU 17 in Limmersdorf |
| KU 20  | in Kupferberg – Oberbirkenhof – Neufang – KU 1 – Wirsberg – /St 2183 |
| KU 21  | St 2182 in Fölschnitz – See – Oberlangenroth – St 2183 in Neuenmarkt |
| KU 22  | – Landkreisgrenze – (KC 6 im Landkreis Kronach) – Landkreisgrenze – ohne Ort, ohne Abzweig einer klassifizierten Straße – Landkreisgrenze – (KC 6 im Landkreis Kronach) – Landkreisgrenze – Eisenwind – in Rugendorf                                                                |
| KU 23  | KU 8 in Großenhül – Kleinhül – Gelbsreuth – Landkreisgrenze – (BT 40 im Landkreis Bayreuth) |
| KU 24  | in Zettlitz – Wartenfels – KU 34 – Altenreuth – Reichenbach – Kunreuth – St 2195 in Presseck |
| KU 25  | (KC 20 im Landkreis Kronach) – Landkreisgrenze – ohne Ort, ohne Abzweig einer klassifizierten Straße – Landkreisgrenze – (KC 20 im Landkreis Kronach) – Landkreisgrenze – Schmölz – St 2195 in Presseck                                                                             |
| KU 26  | (HO 36 im Landkreis Hof) – Landkreisgrenze – Loh – Rappetenreuth – Zegast – Zegastmühle – KU 13 in Hohenberg |
| KU 27  | in Marktleugast – Marienweiher – Steinbach – Landkreisgrenze – (HO 21 im Landkreis Hof) |
| KU 28  | St 2689 in Eckersdorf – St 2189 in Thurnau |
| KU 29  | KU 19 in Lindau – KU 11 |
| KU 30  | – Schwarzach bei Kulmbach – KU 12 – KU 6 in Wernstein |
| KU 31  | (LIF 24 im Landkreis Lichtenfels) – Landkreisgrenze – Zultenberg – St 2189/St 2190 in Kasendorf |
| KU 32  | KU 6 – Neuenreuth – Gundersreuth – Appenberg – St 2190 in Katschenreuth |
| KU 33  | in Kirchleus – KU 12 in Schimmendorf |
| KU 34  | (KC 31 im Landkreis Kronach) – Landkreisgrenze – KU 24 |